# Браульоз
Браульоз (вошивість бджіл, Braulosis) — інвазійна хвороба бджолиної сім'ї, яка викликається паразитами — Braula coeca та іншими, що уражають маток, робочих бджіл, трутнів і ушкоджують стільники.